# 千田憲
千田 憲（せんだ けん、1889年2月15日 - 1974年12月23日）は、日本の国文学者（上代文学）。元京都女子大学教授。
芳賀矢一の学統をつぎ、とくに万葉集の校訂などに成果をあげた。歌人として短歌・俳句も嗜んだ。

## 生涯
1889年、徳島県に生まれる。第五高等学校を経て、1912年に東京帝国大学文科大学国文学科を卒業、大学院に進学し、芳賀矢一の指導のもと万葉集を研究、本文校訂事業に没頭する。1914年、大学院修了。同年に芳賀矢一の推薦で東京府立第三中学校教諭、1917年には芳賀および上田万年の推挙で神宮皇學館教授に就任。1942年、勲三等・瑞宝章。
戦後は本務校が廃校となり、1942年から講師をしていた京都女子専門学校（のち新制の京都女子大学に移行）において五高時代の同級である松信定雄校長の勧めにより専任の教授となる。同大学勤務のかたわら、天理大学兼任教授・奈良学芸大学教授・奈良師範学校教授・神戸山手女子短期大学講師・皇學館大学兼任教授など歴任。1974年に逝去。

## 栄典
- 1940年（昭和15年）8月15日 - 紀元二千六百年祝典記念章[1]

## 著書
- 『祝詞・寿詞』（岩波文庫、1935年）
- 『松籟居雑筆』（千田憲先生の古稀を祝う会、1959年）
- 『松籟居先生遺文』（千田先生を追悼する会、1975年）

### 共著
- 『校本万葉集』（校本万葉集刊行会、1925年）
- 『増補校本万葉集』（岩波書店、1932年）